# 이민혜
이민혜(1985년 10월 11일 ~ 2018년 11월 12일)는 대한민국의 전 사이클 선수이다.
2006년 아시안 게임, 2010년 아시안 게임, 2014년 아시안 게임에 참가하여 메달(금 2, 은3, 동1)을 획득하였으며, 2008년 하계 올림픽 및 2012년 하계 올림픽에도 참가해 경쟁하였다. 업적을 인정받아, 2011년에 사이클대상 최우수상을 수상하였으며, 2016년 10월에는 체육훈장 맹호장을 수훈하였다. 2016년 급성골수성백혈병으로 선수 생활을 중단하고 투병 생활을 해왔으며, 2018년 11월 12일, 33세를 일기로 숨졌다.

## 경력
- 2014 ~ 인천아시안 게임 여자사이클 국가대표
- 2012 ~ 제30회 런던올림픽 여자사이클 국가대표
- 2010 ~ 투르 드 코리아 홍보대사
- 2010 ~ 광저우아시안 게임 여자사이클 국가대표
- 2008 ~ 베이징올림픽 여자사이클 국가대표
- 2006 ~ 도하아시안 게임 여자사이클 국가대표

## 수상내역
- 2014 인천아시안 게임 사이클 4km단체추발 은메달[3]
- 2011 아시아사이클선수권대회 여자 옴니엄 금메달
- 2011 사이클 대상 시상식 최우수선수상
- 2010 광저우아시안 게임 사이클 여자 도로독주 금메달
- 2010 광저우아시안 게임 사이클 여자 3km 개인추발 은메달
- 2008 세계 트랙 월드컵3차전 포인트 경기 2위
- 2007 아시아 사이클선수권대회 개인추발 시니어 여자 3km 금메달
- 2006 도하아시안 게임 여자 사이클 25km 포인트레이스 은메달
- 2006 도하아시안 게임 여자 사이클 3km 개인추발 금메달
- 2006 도하아시안 게임 여자 사이클 동메달